# Скот Филдинг
Скот Филдинг (енгл. Scott Fielding) је амерички глумачки педагог, редитељ и глумац, познат пре свега као истакнути предавач и практичар методе глуме Михаила Чехова. Оснивач је и уметнички директор **Michael Chekhov Actors Studio Boston**.

## Биографија и рад
Скот Филдинг се посветио истраживању и подучавању глумачке технике коју је развио Михаил Чехов. Студирао је и усавршавао се код директних ученика Михаила Чехова, укључујући Теда Пјуа (Ted Pugh) и Ферн Слоун (Fern Sloan) из The Actors' Ensemble. Такође је радио и са другим значајним предавачима ове методе повезаним са Michael Chekhov Association (MICHA).
Године 2008. основао је **Michael Chekhov Actors Studio** у Бостону, Масачусетс, који је постао значајан центар за обуку глумаца у Чеховљевој техници. Кроз рад у студију и бројне радионице које држи у САД и широм света (укључујући Европу), Филдинг подучава глумце, редитеље и друге позоришне ствараоце принципима ове методе.
Филдинг је дугогодишњи члан наставног особља Michael Chekhov Association (MICHA), водеће међународне организације посвећене очувању и развоју рада Михаила Чехова. Предавао је на бројним универзитетима, конзерваторијумима и позоришним фестивалима.
Поред педагошког рада, Филдинг је активан и као позоришни редитељ и глумац, примењујући принципе Чеховљеве технике у пракси. Неки од његових редитељских или глумачких пројеката укључују рад са Чеховљевим драмама и другим класичним и савременим комадима.

## Метод Михаила Чехова
Метод Михаила Чехова је психо-физички приступ глуми који наглашава везу између унутрашњег психолошког живота лика и његовог спољашњег физичког израза. Кључни елементи технике укључују рад са имагинацијом, психолошким гестом, осећајем за целину, атмосфером, и другим алатима који помажу глумцу да створи живу и уверљиву улогу. Филдингов рад се фокусира на практичну примену ових принципа у тренингу и на сцени.